# تشانس واترس
تشانس واترس (بالإنجليزية: Chance Waters)‏ هو موسيقي أسترالي، ولد في 1987.

## وصلات خارجية
- تشانس واترس على موقع ميوزك برينز (الإنجليزية)
- تشانس واترس على موقع ديسكوغز (الإنجليزية)